# Semseyite
La semseyite (simbolo IMA: Ssy) è un minerale del gruppo della plagionite appartenente alla famiglia dei "solfuri e solfosali" con composizione chimica Pb9Sb8S21.

## Etimologia e storia
La semseyite prende il nome da Andor von Semsey (1833 - 1923), un nobile e mineralogista dilettante, a cui è stato dedicato anche il minerale andorite.

## Classificazione
La classica nona edizione della sistematica dei minerali di Strunz, aggiornata dall'Associazione Mineralogica Internazionale (IMA) fino al 2009, elenca semseyite nella classe "2. Solfuri e solfosali" e nella sottoclasse "2.H Solfosali di archetipo SnS"; questa viene più finemente suddivisa in base alla composizione del minerale in modo che la semseyite possa essere trovata nella sezione "2.HC Con solo Pb" dove forma il sistema nº 2.HC.10.d insieme alla rayite.
Tale classificazione viene mantenuta anche nell'edizione successiva, proseguita dal database "mindat.org" e chiamata Classificazione Strunz-mindat.
Nella Sistematica dei lapis (Lapis-Systematik) di Stefan Weiß la semseyite è elencata nella classe dei "solfuri e solfosali (solfuri, seleniuri, tellururi, arseniuri, antimoniuri, bismuti)" e nella sottoclasse dei "solfosali (S : As,Sb,Bi = x)"; qui è nella sezione dei "solfosali di piombo con Sb (x=3,0 - 1,9)" dove forma il sistema nº II/E.21 insieme a chovanite, eteromorfite, fülöppite, plagionite e rayite.
Anche la classificazione dei minerali secondo Dana, usata principalmente nel mondo anglosassone, elenca la semseyite nella famiglia dei "solfuri e solfosali"; qui è nella classe dei "solfosali con rapporto 2,0 < z/y < 2,49 e composizione (A+)i(A2+)j[ByCz], A = metalli, B = semimetalli, C = non metalli" e nella sottoclasse del "gruppo della fülöppite (monoclino: C2/c contiene Pb, Sb)" dove forma il sistema nº 03.06.20 insieme a fülöppite, plagionite, eteromorfite e rayite.

## Abito cristallino
La semseyite cristallizza nel sistema monoclino con il gruppo spaziale C2/c (gruppo nº 15) con i parametri reticolari a = 13,64 Å, b = 11,96 Å, c = 24,46 Å e β = 105,87°, oltre ad avere 4 unità di formula per cella unitaria.

## Origine e giacitura
La semseyite è stata trovata nelle vene idrotermali formate a temperatura media; la paragenesi è con arsenopirite, bournonite, calcopirite, diaforite, galena, guettardite, jamesonite, jordanite, pirite, sfalerite, siderite, sorbyite, tetraedrite e zinkenite. Vi è anche paragenesi con altri solfuri di piombo e arsenico.
Il minerale è stato trovato in diverse località sparse per il mondo, ma in quantità modeste, quindi è un minerale piuttosto raro.
Tra i siti di ritrovamento si ricordano: la sua località tipo, la miniera di "Baia Sprie" nella regione di Maramureș (47.67389°N 23.71528°E),  Turț e Ciocănești, tutti in Romania.
In Italia è stata trovata Borgofranco d'Ivrea (in Piemonte); Massa Marittima, Seravezza e Casette (Toscana); nei pressi del monte Palinuro nel Mar Tirreno.
Solo per citare altri luoghi di ritrovamento europei, si ricordano Gornji Milanovac (Serbia); le regioni di Banská Bystrica, di Košice, di Prešov e di Žilina (Slovacchia); nella miniera di "La Monda" presso Lugano (Svizzera); Teruel e Lorca (Spagna); molti siti in Germania e in Francia, oltre al distretto minerario di Laurio in Grecia.
Fuori dall'Europa è stata rinvenuta anche in alcuni siti in Canada, Stati Uniti, Bolivia, Armenia, Russia e Cina, sempre per citarne solo alcuni.

## Forma in cui si presenta in natura
La semseyite è stata trovata in cristalli tabulari, di dimensioni fino a 2 cm, o prismatici; possono essere allungati lungo [401] e [201] e comunemente sono contorti e compositi, ma è stata anche trovata in gruppi a rosetta.
Questi cristalli sono opachi, con lucentezza metallica e colore dal grigio acciaio al nero; il colore dello striscio è anch'esso nero.

## Caratteristiche chimico-fisiche
Reagisce con acido nitrico (HNO3) e acqua regia.
- Solubile in acido nitrico con residuo di polvere bianca[8]
- Peso specifico: 3512,19[4]
- Indice di fermioni: 0,11[4]
- Indice di bosoni: 0,89[4]
- Fotoelettricità: 1063,61 barn/elettrone[4]
- Pleocroismo: debole[5]